# Janni-Luca Serra
Janni-Luca Serra est un footballeur allemand, né le 13 mars 1998 à Springe (Allemagne), évoluant au poste d'attaquant au FC Nuremberg, en prêt de l'AGF Aarhus.

## Biographie

### En équipe nationale
Avec les moins de 17 ans, il participe au championnat d'Europe des moins de 17 ans en 2015. Lors de cette compétition, il joue cinq matchs, inscrivant un but en demi-finale contre la Russie. L'Allemagne s'incline en finale face à l'équipe de France (4-1).
Il dispute ensuite avec les moins de 19 ans le championnat d'Europe des moins de 19 ans en 2016. Lors de cette compétition, il joue quatre matchs, délivrant une passe décisive contre le Portugal en phase de poule.

## Statistiques

### En club
Le tableau ci-dessous retrace la carrière de Janni Serra depuis ses débuts :

| Saison                | Club                  | Championnat           | Championnat | Championnat | Coupe(s) nationale(s) | Coupe(s) nationale(s) | Compétition(s) continentale(s) | Compétition(s) continentale(s) | Compétition(s) continentale(s) | Play-offs | Play-offs | Total | Total |
| Saison                | Club                  | Division              | M.          | B.          | M.                    | B.                    | Comp.                          | M.                             | B.                             | M.        | B.        | M.    | B.    |
| 2017-2018             | Borussia Dortmund II  | Regionalliga Ouest    | 13          | 3           | -                     | -                     | -                              | -                              | -                              | -         | -         | 13    | 3     |
| Sous-total            | Sous-total            | Sous-total            | 13          | 3           | 0                     | 0                     | -                              | 0                              | 0                              | 0         | 0         | 13    | 3     |
| 2017-2018             | VfL Bochum (prêt)     | 2.Bundesliga          | 12          | 0           | -                     | -                     | -                              | -                              | -                              | -         | -         | 12    | 0     |
| Sous-total            | Sous-total            | Sous-total            | 12          | 0           | 0                     | 0                     | -                              | 0                              | 0                              | 0         | 0         | 12    | 0     |
| 2018-2019             | Holstein Kiel         | 2.Bundesliga          | 30          | 10          | 3                     | 1                     | -                              | -                              | -                              | -         | -         | 33    | 11    |
| 2019-2020             | Holstein Kiel         | 2.Bundesliga          | 19          | 8           | 2                     | 1                     | -                              | -                              | -                              | -         | -         | 21    | 9     |
| 2020-2021             | Holstein Kiel         | 2.Bundesliga          | 31          | 13          | 5                     | 3                     | -                              | -                              | -                              | 1         | 0         | 37    | 16    |
| Sous-total            | Sous-total            | Sous-total            | 80          | 31          | 10                    | 4                     | -                              | 0                              | 0                              | 1         | 0         | 91    | 35    |
| 2021-2022             | Arminia Bielefeld     | Bundesliga            | 26          | 3           | 1                     | 0                     | -                              | -                              | -                              | -         | -         | 27    | 3     |
| 2022-2023             | Arminia Bielefeld     | Bundesliga            | 30          | 7           | 2                     | 2                     | -                              | -                              | -                              | 1         | 0         | 33    | 9     |
| Sous-total            | Sous-total            | Sous-total            | 56          | 10          | 3                     | 2                     | -                              | 0                              | 0                              | 1         | 0         | 60    | 12    |
| 2023-2024             | AGF Aarhus            | Superligaen           | -           | -           | -                     | -                     | C4                             | -                              | -                              | -         | -         | 0     | 0     |
| Sous-total            | Sous-total            | Sous-total            | 0           | 0           | 0                     | 0                     | -                              | 0                              | 0                              | 0         | 0         | 0     | 0     |
| Total sur la carrière | Total sur la carrière | Total sur la carrière | 161         | 44          | 13                    | 6                     | -                              | 0                              | 0                              | 2         | 0         | 176   | 50    |

## Palmarès
- Finaliste du championnat d'Europe des moins de 17 ans en 2015 avec l'équipe d'Allemagne des moins de 17 ans